# George Heneage
George Fieschi Heneage (22 novembre 1800 - 11 mai 1864) , est un homme politique britannique Whig  et plus tard du Parti conservateur .

## Jeunesse
Il est le fils de George Robert Heneage de Hainton Hall, Lincolnshire et de Frances Anne, fille du lieutenant-général George Ainslie. Son deuxième prénom dérive de sa descendance de Roboaldo Fieschi, Conte di Lavagna. Il fait ses études au Collège d'Eton (1817) et au Trinity College de Cambridge (1818) et hérite du domaine de Hainton en 1833 .

## Carrière politique
Heneage est élu aux élections générales de 1826 en tant que député de Great Grimsby,, mais lorsqu'il se représente en 1830, il est battu par le candidat conservateur George Harris .
Aux élections générales de 1831, Heneage est élu député de Lincoln ,. Il est réélu en 1832, mais ne se représente pas aux élections générales de 1835 .
Il ne se présente à nouveau au Parlement qu'aux élections générales de 1852, et est élu député de Lincoln, cette fois en tant que conservateur . Il est réélu en tant que libéral  en 1857 et en 1859, mais démissionne de son siège en janvier 1862 (en prenant les Chiltern Hundreds) afin de se présenter une élection partielle à Great Grimsby . Il est battu à Grimsby par 446 voix contre 458  et dépose une pétition électorale contre le résultat. La pétition est rejetée, et il ne se représente plus.
Il est également haut shérif du Lincolnshire en 1839.

## Famille
Heneage épouse Frances, fille de Michael Tasburgh, en 1833. Leur fils Edward est également un homme politique et est élevé à la pairie en tant que baron Heneage en 1896. Frances est décédée en 1842. Heneage reste veuf jusqu'à sa mort en mai 1864, à l'âge de 63 ans.